# Eurosystem
Eurosystem – struktura funkcjonująca w ramach unii gospodarczej i walutowej, wprowadzona jako pojęcie do prawa pierwotnego UE wraz z przyjęciem traktatu lizbońskiego.
Eurosystem stanowi część Europejskiego Systemu Banków Centralnych. W jego skład wchodzi Europejski Bank Centralny oraz krajowe banki centralne państw strefy euro.
Podstawowym zadaniem Eurosystemu jest utrzymywanie stabilności cen. Celem dodatkowym, który może być realizowany wyłącznie bez uszczerbku dla celu podstawowego, jest wspieranie ogólnej polityki gospodarczej w UE. Cele te są realizowane z wykorzystaniem zestawu instrumentów polityki pieniężnej, w tym: operacji otwartego rynku, operacji kredytowo-depozytowych, nakładania na instytucje kredytowe wymogu utrzymywania rezerwy obowiązkowej na rachunkach w Eurosystemie.
Eurosystem jest kierowany przez organy decyzyjne EBC: Zarząd EBC oraz Radę Prezesów, którą tworzą Zarząd EBC wraz z prezesami banków centralnych Eurosystemu. Eurosystem będzie istnieć obok ESBC, dopóki wszystkie państwa członkowskie UE nie przystąpią do strefy euro.